# Duckburg P.D. - Donald on Duty
Duckburg P.D. - Donald on Duty, conocido como Donald Duck's Traffic Chaos o Donald Duck Chaos of the Road, es un videojuego lógica para teléfonos móviles fue desarrollada por Living Studios y publicado por Disney Mobile Studios en 2007 en Estados Unidos.
- Datos: Q18203295